# Robert Alexander Rankin
Robert Alexander Rankin (Garlieston, 27 de octubre de 1915 — Glasgow, 27 de enero de 2001) fue un matemático escocés, particularmente conocido por sus trabajos en teoría analítica de números.

## Biografía[1]
Su padre fue el reverendo Oliver Shaw Rankin, un ministro que posteriormente pasó a ser profesor en relación con el Antiguo Testamento, a la literatura, y a teología, en la Universidad de Edimburgo.
R. A. Rankin nació en Garlieston, Wigtownshire, Escocia, estudió en el Fettes College, y se graduó en 1937 en el Clare College. En la Universidad de Cambridge fue particularmente influenciado por John Edensor Littlewood y Albert Edward Ingham.
Fue elegido fellow del Clare College en 1939, aunque su carrera fue interrumpida por la Segunda Guerra Mundial, durante la cual trabajó como investigador en relación con el lanzamiento de cohetes en Fort Halstead (un centro de investigación del Ministerio de Defensa del Reino Unido).
En 1945 retornó a Cambridge, aunque en 1951 pasó a la Universidad de Birmingham, ocupando la cátedra Mason de matemática. y en 1954 fue profesor de matemática en la Universidad de Glasgow, retirándose en 1982.
En 1987 recibió el Premio Whitehead Senior de la London Mathematical Society.
Por largo tiempo se interesó en la obra de Srinivasa Ramanujan, trabajando inicialmente con Godfrey Harold Hardy. En cuanto a trabajos de investigación, se interesó especialmente en la distribución de los números primos y en las formas modulares. En 1939 desarrolló el método de Rankin–Selberg (en inglés conocido como Rankin–Selberg method).